# Rodnost
Ródnost, natálnost ali natalitéta je pogostost rojevanja živorojenih otrok v kaki populaciji v določenem obdobju, izražena kot število živorojenih otrok na tisoč prebivalcev. Navadno se podaja za obdobje enega leta;  povedano drugače, gre za razmerje med številom živorojenih otrok v opazovanem koledarskem letu in številom prebivalstva sredi istega leta na določenem območju, pomnoženo s 1.000. Definicije se razlikujejo; v nekaterih virih se rodnost opredeljuje kot številčno razmerje med rojstvi in ženskami v rodni dobi (15–49 let).

## Rodnost mladostnic
Z nosečnostjo v mladostniškem obdobju se srečujejo vse države. V obdobju med letoma 1995 in 2000 je na svetu letno rodilo približno 14 milijonov mladostnic, kar je dobra desetina vseh rojstev. Večina mladostnic, in sicer 91,4 %, je rodila v nerazvitih ali manj razvitih državah. Povprečna svetovna rodnost mladostnic je bila 54 živorojenih otrok na 1000 žensk, starih 15–19 let (od 25/1000 v Evropi do 115/1000 v Afriki). Najnižjo rodnost so zabeležili na Japonskem (4,6/1.000 žensk v rodni dobi). Rodnost mladostnic v Sloveniji v zadnjih dveh desetletjih upada. Leta 1981 je bila 37,2/1000 žensk, starih 15–19 let. Do leta 2008 se je znižala na 5,1/1000 žensk, starih 15–19 let. Primerjalni podatki Slovenije z drugimi evropskimi državami in svetovnimi državami kažejo, da je Slovenija ena od držav z najnižjim deležem mladostnic med porodnicami v državah razvitega sveta.

## Svet
Rodnost se v svetovnem merilu znižuje in največje spremembe so se dogajale v obdobju zadnjih 200 let. Zniževanje rodnosti se je začelo v različnih delih sveta v različnih obdobjih in je različno dolgo trajalo ali še traja. V večini industrijskih držav je rodnost začela upadati tekom 19. stoletja, drugod pa v 20. stoletju. Leta 2012 je povprečna rodnost v svetovnem merilu znašala 19,15/1.000 prebivalcev, leta 2007 pa 20,09/1.000 prebivalcev.
| Obdobje   | Skupna rodnost | Obdobje   | Skupna rodnost |
| --------- | -------------- | --------- | -------------- |
| 1950–1955 | 37,2           | 2000–2005 | 21,2           |
| 1955–1960 | 35,3           | 2005–2010 | 20,3           |
| 1960–1965 | 34,9           | 2010–2015 | 19,4           |
| 1965–1970 | 33,4           | 2015–2020 | 18,2           |
| 1970–1975 | 30,8           | 2020–2025 | 16,9           |
| 1975–1980 | 28,4           | 2025–2030 | 15,8           |
| 1980–1985 | 27,9           | 2030–2035 | 15,0           |
| 1985–1990 | 27,3           | 2035–2040 | 14,5           |
| 1990–1995 | 24,7           | 2040–2045 | 14,0           |
| 1995–2000 | 22,5           | 2045–2050 | 13,4           |

## Slovenija
V območju Slovenije je rodnost v drugi polovici 18. stoletja nihala med 34 in 36 na 1.000 prebivalcev in se ohranjala znotraj teh vrednosti vse 19. stoletje. Ob koncu 19. stoletja se je začela zniževati in zniževanje je trajalo vse do začetka 21. stoletja, ko so se vsi letni kazalniki rodnosti umirili. Leta 1939 je rodnost znašala 21,6 otrok/1.000 prebivalcev, po drugi svetovni vojni je rodnost kratkotrajno porastla in je leta 1950 znašala 24,5 živorojenega otroka na 1.000 prebivalcev.